# وشتدورف
وشتدورف (به آلمانی: Westdorf) یک منطقهٔ مسکونی در آلمان است که در آشرسلبن واقع شده‌است. وشتدورف  ۹۱۸ نفر جمعیت دارد.